# Die 50 besten Progressive-Rock-Alben aller Zeiten
Die 50 besten Progressive-Rock-Alben aller Zeiten (Original: 50 Greatest Prog Rock Albums of All Time) ist eine Liste von 50 Top-Alben des Musikgenres Progressive Rock, die die Zeitschrift Rolling Stone am 17. Juni 2015 veröffentlicht hat.

## Häufigste Nennungen
Die britischen Bands Genesis, King Crimson, Pink Floyd und die kanadische Band Rush sind jeweils mit drei Alben vertreten, gefolgt von der britischen Band Yes mit zwei Werken. Mit den Bands Amon Düül, Can, Tangerine Dream und Triumvirat schafften es vier deutsche Bands in die Top-50-Liste.

## Die Liste
| Platz | Album                                     | Band/Interpret                           | Jahr | Anmerkung                                        |
| ----- | ----------------------------------------- | ---------------------------------------- | ---- | ------------------------------------------------ |
| 01    | The Dark Side of the Moon                 | Pink Floyd                               | 1973 | Zählt zu den weltweit meistverkauften Musikalben |
| 02    | In the Court of the Crimson King          | King Crimson                             | 1969 | Debütalbum der britischen Band                   |
| 03    | Moving Pictures                           | Rush                                     | 1981 |                                                  |
| 04    | Wish You Were Here                        | Pink Floyd                               | 1975 |                                                  |
| 05    | Close to the Edge                         | Yes                                      | 1972 |                                                  |
| 06    | Selling England by the Pound              | Genesis                                  | 1973 |                                                  |
| 07    | Thick as a Brick                          | Jethro Tull                              | 1972 |                                                  |
| 08    | Future Days                               | Can                                      | 1973 |                                                  |
| 09    | The Lamb Lies Down on Broadway            | Genesis                                  | 1974 | Letztes Genesis-Album mit Peter Gabriel          |
| 10    | Fragile                                   | Yes                                      | 1971 |                                                  |
| 11    | Hemispheres                               | Rush                                     | 1978 |                                                  |
| 12    | Brain Salad Surgery                       | Emerson, Lake and Palmer                 | 1973 |                                                  |
| 13    | Animals                                   | Pink Floyd                               | 1977 |                                                  |
| 14    | Foxtrot                                   | Genesis                                  | 1972 |                                                  |
| 15    | Red                                       | King Crimson                             | 1974 |                                                  |
| 16    | Octopus                                   | Gentle Giant                             | 1972 |                                                  |
| 17    | Tubular Bells                             | Mike Oldfield                            | 1973 |                                                  |
| 18    | One Size Fits All                         | Frank Zappa and the Mothers of Invention | 1975 |                                                  |
| 19    | Per un amico                              | Premiata Forneria Marconi                | 1972 |                                                  |
| 20    | Larks’ Tongues in Aspic                   | King Crimson                             | 1973 |                                                  |
| 21    | Mirage                                    | Camel                                    | 1974 |                                                  |
| 22    | 2112                                      | Rush                                     | 1976 |                                                  |
| 23    | Phaedra                                   | Tangerine Dream                          | 1974 |                                                  |
| 24    | Mekanïk Destruktïw Kommandöh              | Magma                                    | 1973 |                                                  |
| 25    | De-Loused in the Comatorium               | The Mars Volta                           | 2003 |                                                  |
| 26    | Pawn Hearts                               | Van der Graaf Generator                  | 1971 |                                                  |
| 27    | Crime of the Century                      | Supertramp                               | 1974 |                                                  |
| 28    | Blackwater Park                           | Opeth                                    | 2001 |                                                  |
| 29    | Metropolis Pt. 2: Scenes from a Memory    | Dream Theater                            | 1999 |                                                  |
| 30    | U.K.                                      | UK                                       | 1978 |                                                  |
| 31    | Ashes Are Burning                         | Renaissance                              | 1973 |                                                  |
| 32    | Leftoverture                              | Kansas                                   | 1976 |                                                  |
| 33    | Lateralus                                 | Tool                                     | 2001 |                                                  |
| 34    | In the Land of Grey and Pink              | Caravan                                  | 1971 |                                                  |
| 35    | Io sono nato libero                       | Banco del Mutuo Soccorso                 | 1973 |                                                  |
| 36    | Si on avait besoin d’une cinquième saison | Harmonium                                | 1975 |                                                  |
| 37    | Clutching at Straws                       | Marillion                                | 1987 |                                                  |
| 38    | You                                       | Gong                                     | 1974 |                                                  |
| 39    | Fear of a Blank Planet                    | Porcupine Tree                           | 2007 |                                                  |
| 40    | Third                                     | Soft Machine                             | 1970 |                                                  |
| 41    | Yeti                                      | Amon Düül II                             | 1970 |                                                  |
| 42    | Destroy Erase Improve                     | Meshuggah                                | 1995 |                                                  |
| 43    | Eldorado                                  | Electric Light Orchestra                 | 1974 |                                                  |
| 44    | Hero and Heroine                          | Strawbs                                  | 1974 |                                                  |
| 45    | Illusions on a Double Dimple              | Triumvirat                               | 1974 |                                                  |
| 46    | Fandangos in Space                        | Carmen                                   | 1973 |                                                  |
| 47    | Crack the Sky                             | Crack the Sky                            | 1975 | Debütalbum der amerikanischen Band               |
| 48    | Black Noise                               | FM                                       | 1977 | Debütalbum der kanadischen Band                  |
| 49    | Hyderomastgroningem                       | Ruins                                    | 1995 |                                                  |
| 50    | Happy the Man                             | Happy the Man                            | 1977 |                                                  |